# Liste der costa-ricanischen Botschafter in Polen
Die Botschafterin in Bern ist regelmäßig auch bei der Regierungen in Warschau akkreditiert.
Die Botschaft befindet sich in der Marktgasse 51 in Bern.

## Geschichte
1993 befand sich die Botschaft in der Ulica Starosciriska 1, 2007 in der ulica Kubickiego 9.
| Agrément / Ernennung / Akkreditierung | Botschafter                    | Bemerkungen | ernannt von                    | akkreditiert bei    | Posten verlassen |
| ------------------------------------- | ------------------------------ | --- | ------------------------------ | ------------------- | ---------------- |
| 18. Mai 1972                          | Arnoldo Ortiz-López            | Sitz Wien | José Figueres Ferrer           | Henryk Jabłoński    | 1975             |
| 15. Mai 1976                          | Ronald Gonzales Woodbridge     | Geschäftsträger | Daniel Oduber Quirós           | Henryk Jabłoński    |                  |
| 25. Juni 1976                         | Teodor Quiros Castro           | | Daniel Oduber Quirós           | Henryk Jabłoński    | 1977             |
| 18. Nov. 1977                         | Manuel Dobles Sánchez          | | Daniel Oduber Quirós           | Henryk Jabłoński    |                  |
| 24. Okt. 1978                         | Rodrigo Marin Rogers           | Geschäftsträger | Rodrigo Carazo Odio            | Henryk Jabłoński    |                  |
| 20. Juni 1979                         | Arnoldo Amrhein Pinto          | | Rodrigo Carazo Odio            | Henryk Jabłoński    | 1982             |
| 11. Mai 1984                          | Rosa Luisa Giberstein Kukielka | | Luis Alberto Monge Álvarez     | Henryk Jabłoński    | 1984             |
| 22. Nov. 1990                         | Carlos Alberto Vargas Solis    | Ihm wurde von Seiten der costa-ricanischen Regierung die Diplomatische Immunität aberkannt, nachdem der polnische Zoll am 20. April 1993, 12,2 Kilogramm Heroin auf dem Chopin-Flughafen Warschau fand. | Rafael Ángel Calderón Fournier | Wojciech Jaruzelski | 22. Apr. 1993    |
| 5. Okt. 1993                          | Arnoldo Hernández Vargas       | | Rafael Ángel Calderón Fournier | Lech Wałęsa         | 1994             |